# روبرت إي. جونسون
روبرت إي. جونسون (بالإنجليزية: Robert E. Johnson)‏ هو صحفي أمريكي، ولد في 13 أغسطس 1922 في مونتغومري في الولايات المتحدة، وتوفي في 1996 في شيكاغو في الولايات المتحدة.